# Сатиру-Диас
Сатиру-Диас (порт. Sátiro Dias)  —  муниципалитет в Бразилии, входит в штат Баия. Составная часть мезорегиона Северо-восток штата Баия. Входит в экономико-статистический микрорегион Алагоиньяс. Население составляет 19 856 человек на 2006 год. Занимает площадь 974,549 км². Плотность населения — 20,4 чел./км².
Праздник города — 14 августа.

## Статистика
- Валовой внутренний продукт на 2003 год составляет 32 065 629,00 реалов (данные: Бразильский институт географии и статистики).
- Валовой внутренний продукт на душу населения на 2003 год составляет 1718,42 реалов (данные: Бразильский институт географии и статистики).
- Индекс развития человеческого потенциала на 2000 год составляет 0,549 (данные: Программа развития ООН).